# 2020 ve filmu

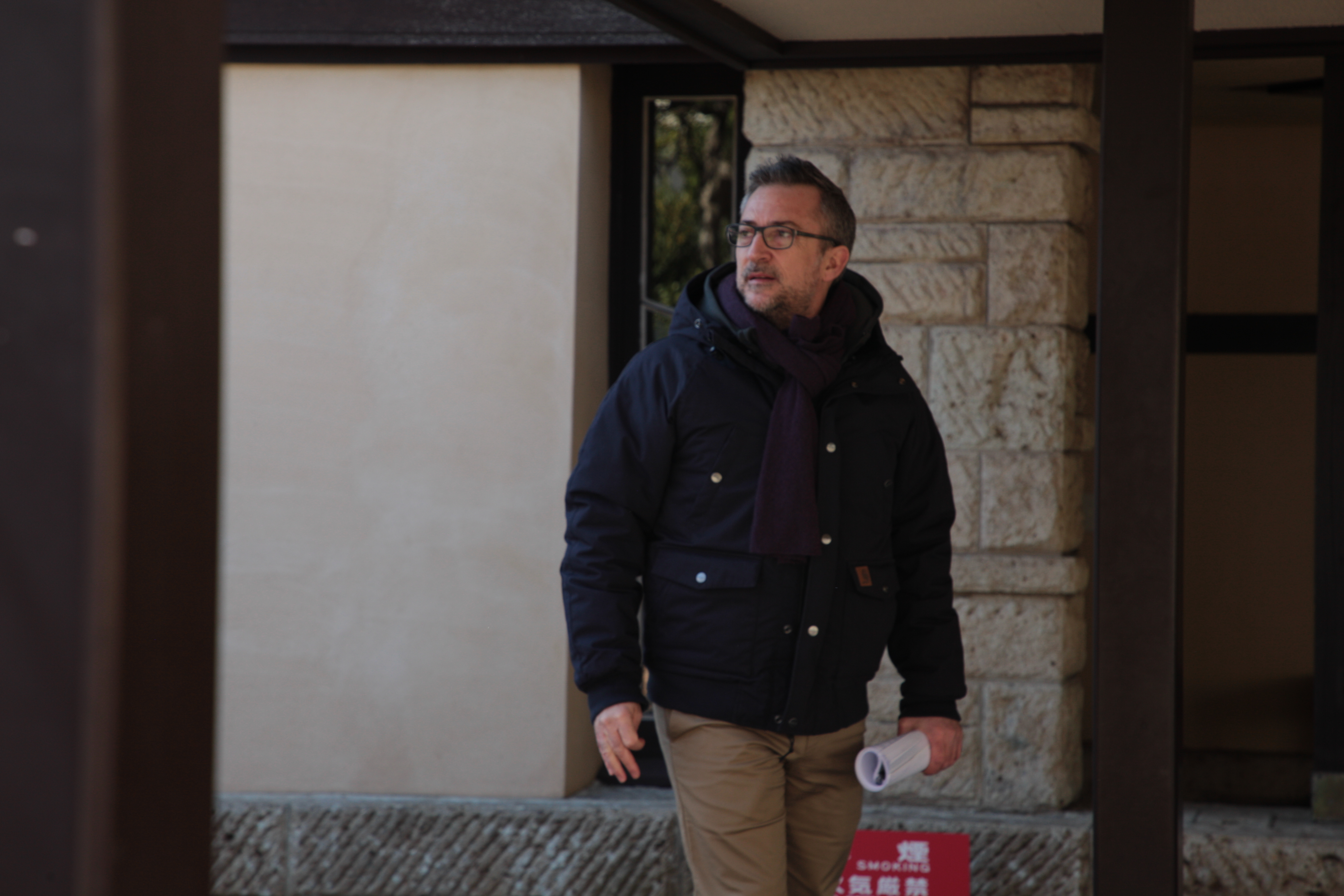
Ve stínu Fukušimy - natáčení filmu 2020

Toto je seznam filmů, jejichž premiéra proběhla v roce 2020.
Situace v kultuře byla v roce 2020 velmi poznamenaná pandemií covidu-19. V rámci mimořádných opatření byly od 10. března 2020 zakázány „divadelní, hudební, filmová a další umělecká představení, sportovní, kulturní, náboženské, spolkové, taneční, tradiční a jim podobné akce a jiná shromáždění, výstavy, slavnosti, poutě, ochutnávky, trhy a veletrhy“. Podle květnových rozvolňovacích opatření mohla kina opět fungovat od 11. května 2020, otevřela však jen některá z nich a návštěvnost byla nižší než před uzavřením.
Dne 12. října 2020 opět došlo k plošnému uzavření kin. Původně mělo uzavření trvat čtrnáct dní. Nicméně během zmíněné doby došlo ke zhoršení epidemiologické situace a opatření byla zpřísněna. Během dané doby byly zrušeny veškeré filmové premiéry, naplánované od poloviny října 2020 do konce roku. V prosinci 2020 Asociace provozovatelů kin uvedla, že pokud se kina do konce roku 2020 neotevřou, budou jejich tržby a návštěvnost na úrovni 25 procent minulého roku, soukromým kinům navíc končí státní podpora. Na konci prosince 2020 byla opatření proti šíření koronaviru opět zpřísněna (na nejvyšší 5. stupeň pohotovosti protiepidemického systému), do konce roku 2020 tedy kina zůstala zavřena.
Kvůli přísným opatřením se řada distributorů začala přemisťovat na internet a nabízet své filmy na placených videotékách, na nichž si zájemci mohou film přehrát za jednorázový poplatek nebo v rámci předplatného.

## České filmy

### Celovečerní filmy
(řazeno podle data premiéry)
LEDEN
- Zakleté pírko, režie Zdeněk Troška (premiéra 2. ledna 2020)[7]
- Můj příběh, režie Libor Adam a Hana Hendrychová (premiéra 9. ledna 2020)[8]
- Případ mrtvého nebožtíka, režie Miloslav Šmídmajer (premiéra 16. ledna 2020)[9]
- Příliš osobní známost, režie Marta Ferencová (premiéra 23. ledna 2020)[10]
- Daria, režie Matěj Pichler (premiéra 30. ledna 2020)

ÚNOR
- Modelář, režie Petr Zelenka (premiéra 6. února 2020)[11]
- Chlap na střídačku, režie Petr Zahrádka (premiéra 13. února 2020)[12]

ČERVEN
- Bourák, režie Ondřej Trojan (premiéra 11. června 2020)[13]
- 3Bobule, režie Martin Kopp (premiéra 25. června 2020)[14]

ČERVENEC
- Havel, režie Slávek Horák (premiéra 23. července 2020)[15]

SRPEN
- Casting na lásku, režie Eva Toulová (premiéra 13. srpna 2020)
- FAMU v kině 01, režie Anna Paděrová, Daria Kashcheeva, Barbora Halířová, Verica Kordić, Adela Križovenská, Michaela Mihalyiová, Dávid Štumpf, Alžběta Suchanová, Nora Štrbová (premiéra 20. srpna 2020)
- Šarlatán, režie Agnieszka Hollandová[16] (premiéra 20. srpna 2020)
- Štěstí je krásná věc, režie Jiří Diarmaid Novák[17] (premiéra 27. srpna 2020)

ZÁŘÍ
- Krajina ve stínu, režie Bohdan Sláma (premiéra 10. září 2020)[18]
- Ženská pomsta, režie Dušan Rapoš (premiéra 10. září 2020)
- Mlsné medvědí příběhy, režie Alexandra Májová a Kateřina Karhánková (premiéra 10. září 2020)
- Princezna zakletá v čase, režie Petr Kubík (premiéra 17. září 2020)
- Bábovky, režie Rudolf Havlík (premiéra 24. září 2020)[19]

ŘÍJEN
- Smečka, režie Tomáš Polenský (premiéra 8. října 2020)

### Dokumenty
(řazeno podle data premiéry)
- Karel Svoboda: Šťastná léta, režie Petr Klein Svoboda (premiéra 16. ledna 2020)
- V síti, režie Vít Klusák (premiéra 27. února 2020)[20]
- 11 barev ptáčete, režie Vojtěch Kopecký (premiéra 11. května 2020)
- Afrikou na pionýru, režie Marek Slobodník (premiéra 14. května 2020)
- Můj otec Antonín Kratochvíl, režie Andrea Sedláčková (premiéra 4. června 2020)
- Na krev, režie Erik Knopp (premiéra 11. června 2020)
- Psí láska, režie Linda Kallistová Jablonská (premiéra 11. června 2020)
- Pouť krkonošská, režie Karel Čtveráček (premiéra 16. června 2020)
- Příběh tantry, režie Viliam Poltikovič (premiéra 18. června 2020)
- Meky, režie Šimon Šafránek (premiéra 9. července 2020)[21]
- K2 vlastní cestou, režie Jana Počtová (premiéra 30. července 2020)
- Králové videa, režie Lukáš Bulava (premiéra 3. září 2020)
- Provinční městečko E, režie Dmitry Bogolyubov (premiéra 17. září 2020)
- Postiženi muzikou, režie Radovan Síbrt (premiéra 24. září 2020)
- Svět podle Muchy, režie Roman Vávra (premiéra 1. října 2020)

## Zahraniční filmy
(řazeno podle data premiéry v ČR)
LEDEN
- Nenávist (česká premiéra 2. ledna 2020)
- Pod vodou (česká premiéra 9. ledna 2020)
- Dolittle[23] (česká premiéra 16. ledna 2020)
- Mizerové navždy[24] (česká premiéra 16. ledna 2020)

ÚNOR
- Attila (česká premiéra 6. února 2020)
- Birds of Prey (Podivuhodná proměna Harley Quinn)[25] (česká premiéra 6. února 2020)
- Fantasy Island (česká premiéra 13. února 2020)
- Ježek Sonic[26] (česká premiéra 20. února 2020)
- Sviňa (česká premiéra 20. února 2020)
- Volání divočiny (česká premiéra 27. února 2020)

BŘEZEN
- Bloodshot (česká premiéra 5. března 2020)
- Frčíme (česká premiéra 5. března 2020)
- Neviditelný (česká premiéra 5. března 2020)

KVĚTEN
- Nejvyšší pocta (česká premiéra 11. května 2020)
- Zapomenutý princ (česká premiéra 11. května 2020)
- Lov (česká premiéra 14. května 2020)
- Emma. (česká premiéra 21. května 2020)
- Vysoká dívka (česká premiéra 21. května 2020)
- #jsemtady (česká premiéra 28. května 2020)
- Problémissky (česká premiéra 28. května 2020)

ČERVEN
- Kalifornský sen (česká premiéra 18. června 2020)
- Lassie se vrací (česká premiéra 18. června 2020)
- Víkend na chatě (česká premiéra 25. června 2020)

ČERVENEC
- Jak býti dobrou ženou (česká premiéra 16. července 2020)
- Scoob! (česká premiéra 16. července 2020)
- Vzhůru za sny (česká premiéra 23. července 2020)

SRPEN
- Tajemní impresionisté (česká premiéra 3. srpna 2020)
- Ava: Bez soucitu[27] (česká premiéra 6. srpna 2020)
- Krycí jméno Lev (česká premiéra 6. srpna 2020)
- Vzpomínky na Itálii (česká premiéra 6. srpna 2020)
- Trollové: Světové turné[28] (česká premiéra 6. srpna 2020)
- Palm Springs (česká premiéra 13. srpna 2020)
- Hurá do džungle (česká premiéra 20. srpna 2020)
- Noví mutanti[29] (česká premiéra 27. srpna 2020)
- Tenet[30] (česká premiéra 27. srpna 2020)

ZÁŘÍ
- After: Přiznání[31] (česká premiéra 3. září 2020)
- Mulan (česká premiéra 4. září 2020)
- Break the Silence: The Movie (česká premiéra 10. září 2020)
- Děda, postrach rodiny (česká premiéra 10. září 2020)
- Vyšinutý (česká premiéra 10. září 2020)
- Vizionář Modigliani (česká premiéra 14. září 2020)
- Helmut Newton: Nestoudná krása (česká premiéra 17. září 2020)
- Rytmus: Tempos (česká premiéra 17. září 2020)

ŘÍJEN
- Léto 85 (česká premiéra 1. října 2020)[32]
- Chlast[33] (česká premiéra 8. října 2020)
- Léto patří rebelům (česká premiéra 8. října 2020)[34]
- Pro balík prachů[35] (česká premiéra 8. října 2020)